# Lijst van langste rivieren in Australië
Dit is een lijst van langste rivieren in Australië. In deze lijst zijn hoofd- en zijrivieren opgenomen met een lengte van meer dan 300 km.

## Rivierlengte
Bij het bepalen van de lengte van een rivier volgt dit overzicht het gangbare hydrografische principe dat wordt gemeten vanaf de monding van de rivier tot aan de verst verwijderde bron, ongeacht of de rivier zijn naam gedurende de hele waterloop behoudt. Dit is soms problematisch, ook in Australië, omdat sommige rivieren van naam veranderen bijvoorbeeld bij de samenvloeiing van twee grote zijrivieren. Die gevallen worden in de lijst aangegeven als "riviersysteem" met verwijzing naar de betreffende rivieren (bijvoorbeeld, het riviersysteem Murray-Darling-Condamine-Balonne-Culgoa, de langste rivierloop van het land).
Geoscience Australia voerde in 2008 een kartografische herberekening uit van de lengte van een aantal van de langste rivieren in Australië. Hierbij werd echter niet van monding tot bron gemeten, maar werd de rivierlengte bepaald op basis van de naam van de waterloop: Murray 2375 km; Murrumbidgee 1485 km; Darling 1472 km; Lachlan 1339 km; Cooper Creek 1113 km; Flinders 1004 km; Diamantina 942 km.
Een bijkomend probleem is dat de lengte van een aantal Australische rivieren sterk kan fluctueren onder invloed van de duur en intensiteit van de regenseizoenen enerzijds en periodes van langdurige droogte anderzijds. Bij langdurige droogte kunnen delen van sommige rivieren jarenlang geen zichtbare waterloop meer vertonen. In die gevallen is het soms moeilijk vast te stellen op welk punt ze beginnen en ook waar ze eindigen, aangezien, in het geval van endoreïsche bekkens (zoals het uitgestrekte Eyremeer), ook de riviermonding enkele tientallen kilometers kan verschuiven. In periodes van overvloedige regenval waarbij grote overstromingen ontstaan, kunnen rivieren verbonden raken met andere riviersystemen en water over honderden extra kilometers afvoeren (zoals de rivieren Todd en Hale, die bij de droogte in de Simpsonwoestijn verdwijnen, maar bij overstromingen het stroomgebied van de Macumba bereiken en daarmee tot aan het Eyremeer reiken).
Het lengteprobleem wordt ook bemoeilijkt doordat veel rivieren door vlaktes stromen en soms zeer brede (in extreme gevallen 10 tot 30 km brede) of vlechtende rivierlopen bezitten, waardoor het moeilijk is vast te stellen welke de hoofdrivierloop is.

## Langste rivieren
In onderstaande tabel zijn de rivieren met een lengte van meer dan 300 km opgenomen. De tabel bevat de volgende gegevens en kenmerken:
- De naam. Over het algemeen wordt de Engelse naam (doorgaans zonder de toevoeging river of creek) gebruikt, tenzij er een erkende Nederlandse transliteratie voorhanden is.
- De lengte (km). Hierbij moet enige voorzichtigheid in acht worden genomen. Voor de meeste rivieren geven verschillende bronnen verschillende rivierlengtes. Wanneer een gemiddelde lengte van verschillende informatiebronnen wordt gebruikt wordt dit met een voetnoot aangegeven. als een van deze lengtes aanzienlijk verschilt, wordt dit tussen haakjes vermeld.[3]
- De hoofdrivier of het zeegebied waar de rivier uitmondt.
- De zee waar de rivier naar toe stroomt, aan de hand van de achtergrondkleur van de tabelrijen (zie kleurenkaart drainagebekkens).
- De ranglijsten van de lengte. De volgende tekens worden in de tabel gebruikt: het koppelteken (-) als het geen primaire rivier is; de asterisk (*) om de dubbele positie van sommige rivieren aan te geven (en ook om de ranking niet voortdurend bij te hoeven werken); en "g/s" (ongesorteerd), voor zijrivieren met een lengte zeer dicht bij 300 km.

Er zijn twee ranglijsten (rankings) opgesteld: de eerste voor primaire rivieren, dat wil zeggen rivieren die rechtstreeks in zee of in een endoreïsch bekken uitmonden; de tweede voor alle zijrivieren.
Om te voorkomen dat dezelfde rivier tweemaal wordt geclassificeerd, worden ze als volgt behandeld:
* Als een rivier langer dan 300 km is, maar deel uitmaakt van een omvattender riviersysteem, wordt er geen rekening mee gehouden bij het opstellen van de ranglijst en verschijnt het gewoon in de lijst met een asterisk (*). Dit geldt onder meer voor de Murray die deel uitmaakt van het riviersysteem "Murray-Darling-Condamine-Balonne-Culgoa".
* Als een rivier langer dan 300 km is en uitmondt in een andere rivier, dan wordt daar rekening mee gehouden bij het opstellen van de ranglijst.
De rivieren in de tabel zijn geordend vanaf Kaap York in het uiterste noorden van het Kaap York-schiereiland, met de klok mee de hele Australische kust langs, achtereenvolgens:
- rivieren die uitmonden in de Koraalzee;
- rivieren die uitmonden in de Grote Oceaan;
- rivieren die uitmonden in de Grote Australische Bocht, aangenomen dat deze begint bij de Kaap Otway;
- rivieren die direct uitmonden in de Indische Oceaan;
- rivieren die uitmonden in de Timorzee;
- rivieren die uitmonden in de Arafurazee;
- rivieren die uitmonden in de Golf van Carpentaria.

De rivieren die deel uitmaken van endoreïsche bekkens, worden ingevoegd zodra dat geografisch gezien van toepassing is. Zijrivieren worden stroomopwaarts van de betreffende hoofdrivier gerangschikt. In de tabel staat elke inspringing gelijk aan een volgorde: hoofdrivier, zijrivier, zijrivier van de tweede orde, zijrivier van de derde orde, etc. De eerste kolom is gekleurd als het een hoofdrivier betreft. (De tabel kan op lengte worden gesorteerd door op de sorteerpijlen te klikken bovenaan de eerste twee kolommen).
| Ranking | Ranking |                                                       |                                                       |                                                       |                                                       |                                                       |                                                       | Lengte | Stroomgebied | Debiet |                          |                                         |
| Zee     | Totaal  | Rivier of zijrivier                                   | Rivier of zijrivier                                   | Rivier of zijrivier                                   | Rivier of zijrivier                                   | Rivier of zijrivier                                   | Rivier of zijrivier                                   | km     | km²          | m³/s   | Uitmondend in:           | Deelstaten                              |
| 36      | 092     | Herbert                                               | Herbert                                               | Herbert                                               | Herbert                                               | Herbert                                               | Herbert                                               | 340    | 10.130       |        | Koraalzee                | Queensland                              |
| 12      | 022     | Burdekin                                              | Burdekin                                              | Burdekin                                              | Burdekin                                              | Burdekin                                              | Burdekin                                              | 886    | 129.700      | 240    | Koraalzee                | Queensland                              |
| -       | 028     | -                                                     | Suttor                                                | Suttor                                                | Suttor                                                | Suttor                                                | Suttor                                                | 739    |              |        | Burdekin                 | Queensland                              |
| -       | 018     | -                                                     | -                                                     | Belyando                                              | Belyando                                              | Belyando                                              | Belyando                                              | 991    | 35.000       |        | Suttor                   | Queensland                              |
| 22      | 059     | Fitzroy                                               | Fitzroy                                               | Fitzroy                                               | Fitzroy                                               | Fitzroy                                               | Fitzroy                                               | 480    | 142.665      |        | Koraalzee                | Queensland                              |
| -       | 029     | -                                                     | Dawson                                                | Dawson                                                | Dawson                                                | Dawson                                                | Dawson                                                | 735    | 50.800       |        | Fitzroy                  | Queensland                              |
| -       | 023     | -                                                     | Riviersysteem Mackenzie- Nogoa                        | Riviersysteem Mackenzie- Nogoa                        | Riviersysteem Mackenzie- Nogoa                        | Riviersysteem Mackenzie- Nogoa                        | Riviersysteem Mackenzie- Nogoa                        | 859    | 12.992       |        | Fitzroy                  | Queensland                              |
| *       | *       | -                                                     | Nogoa                                                 | Nogoa                                                 | Nogoa                                                 | Nogoa                                                 | Nogoa                                                 | 569    |              |        | Mackenzie                | Queensland                              |
| -       | g/s     | -                                                     | Comet                                                 | Comet                                                 | Comet                                                 | Comet                                                 | Comet                                                 | 294    |              |        | Mackenzie                | Queensland                              |
| 26      | 066     | Burnett                                               | Burnett                                               | Burnett                                               | Burnett                                               | Burnett                                               | Burnett                                               | 435    | 33.220       |        | Koraalzee                | Queensland                              |
| 40      | 105     | Mary                                                  | Mary                                                  | Mary                                                  | Mary                                                  | Mary                                                  | Mary                                                  | 310    | 9.595        |        | Koraalzee                | Queensland                              |
| 35      | 091     | Brisbane                                              | Brisbane                                              | Brisbane                                              | Brisbane                                              | Brisbane                                              | Brisbane                                              | 344    | 13.600       |        | Koraalzee                | Queensland                              |
| 30      | 076     | Clarence                                              | Clarence                                              | Clarence                                              | Clarence                                              | Clarence                                              | Clarence                                              | 394    | 22.850       | 160    | Koraalzee                | New South Wales                         |
| 29      | 073     | Riviersysteem Macleay-Gara                            | Riviersysteem Macleay-Gara                            | Riviersysteem Macleay-Gara                            | Riviersysteem Macleay-Gara                            | Riviersysteem Macleay-Gara                            | Riviersysteem Macleay-Gara                            | 400    | 22.850       | 160    | Grote Oceaan             | New South Wales                         |
| 24      | 062     | Hunter                                                | Hunter                                                | Hunter                                                | Hunter                                                | Hunter                                                | Hunter                                                | 468    | 22.000       | 160    | Grote Oceaan             | New South Wales                         |
| 39      | 103     | Shoalhaven                                            | Shoalhaven                                            | Shoalhaven                                            | Shoalhaven                                            | Shoalhaven                                            | Shoalhaven                                            | 327    |              |        | Grote Oceaan             | New South Wales                         |
| 33      | 088     | Snowy                                                 | Snowy                                                 | Snowy                                                 | Snowy                                                 | Snowy                                                 | Snowy                                                 | 352    | 15.779       | 517    | Grote Oceaan             | New South Wales Victoria                |
| 23      | 060     | Glenelg                                               | Glenelg                                               | Glenelg                                               | Glenelg                                               | Glenelg                                               | Glenelg                                               | 476    |              |        | Grote Australische Bocht | Victoria                                |
| 01      | 001     | Riviersysteem Murray-Darling-Condamine-Balonne-Culgoa | Riviersysteem Murray-Darling-Condamine-Balonne-Culgoa | Riviersysteem Murray-Darling-Condamine-Balonne-Culgoa | Riviersysteem Murray-Darling-Condamine-Balonne-Culgoa | Riviersysteem Murray-Darling-Condamine-Balonne-Culgoa | Riviersysteem Murray-Darling-Condamine-Balonne-Culgoa | 3.672  | 1.061.469    | 450    | Grote Australische Bocht | Victoria New South Wales Zuid-Australië |
| *       | *       | Murray                                                | Murray                                                | Murray                                                | Murray                                                | Murray                                                | Murray                                                | 2.375  | 1.061.469    | 450    | Grote Australische Bocht | New South Wales Victoria Zuid-Australië |
| -       | 057     | -                                                     | Great Darling Anabranch                               | Great Darling Anabranch                               | Great Darling Anabranch                               | Great Darling Anabranch                               | Great Darling Anabranch                               | 488    |              |        | Murray                   | New South Wales                         |
| *       | *       | -                                                     | Darling                                               | Darling                                               | Darling                                               | Darling                                               | Darling                                               | 1.472  |              |        | Murray                   | New South Wales                         |
| -       | 004     | -                                                     | -                                                     | Warrego                                               | Warrego                                               | Warrego                                               | Warrego                                               | 1.380  |              |        | Darling                  | Queensland New South Wales              |
| -       | 064     | -                                                     | -                                                     | -                                                     | Langlo                                                | Langlo                                                | Langlo                                                | 440    |              |        | Warrego                  | Queensland                              |
| -       | 063     | -                                                     | -                                                     | -                                                     | -                                                     | Ward                                                  | Ward                                                  | 455    |              |        | Langlo                   | Queensland                              |
| -       | 069     | -                                                     | -                                                     | -                                                     | Cuttaburra                                            | Cuttaburra                                            | Cuttaburra                                            | 416    |              |        | Warrego                  | Queensland New South Wales              |
| -       | 058     | -                                                     | -                                                     | Talyawalka                                            | Talyawalka                                            | Talyawalka                                            | Talyawalka                                            | 485    |              |        | Darling                  | New South Wales                         |
| -       | 007     | -                                                     | -                                                     | Paroo                                                 | Paroo                                                 | Paroo                                                 | Paroo                                                 | 1.210  |              |        | Darling                  | New South Wales Queensland              |
| -       | 039     | -                                                     | -                                                     | Riviersysteem Litte Bogan-Bogan                       | Riviersysteem Litte Bogan-Bogan                       | Riviersysteem Litte Bogan-Bogan                       | Riviersysteem Litte Bogan-Bogan                       | 657,7  |              |        | Darling                  | New South Wales                         |
| -       | 020     | -                                                     | -                                                     | Barwon                                                | Barwon                                                | Barwon                                                | Barwon                                                | 889    |              |        | Darling                  | Queensland New South Wales              |
| -       | 026     | -                                                     | -                                                     | -                                                     | Macquarie                                             | Macquarie                                             | Macquarie                                             | 793    |              |        | Barwon                   | New South Wales                         |
| -       | 053     | -                                                     | -                                                     | -                                                     | -                                                     | Castlereagh                                           | Castlereagh                                           | 541    |              |        | Macquarie                | New South Wales                         |
| -       | 096     | -                                                     | -                                                     | -                                                     | -                                                     | Marthaguy                                             | Marthaguy                                             | 337    |              |        | Macquarie                | New South Wales                         |
| -       | 069     | -                                                     | -                                                     | -                                                     | Namoi                                                 | Namoi                                                 | Namoi                                                 | 416    |              |        | Barwon                   | New South Wales                         |
| -       | 052     | -                                                     | -                                                     | -                                                     | Moonei                                                | Moonei                                                | Moonei                                                | 542    |              |        | Barwon                   | Queensland New South Wales              |
| -       | 061     | -                                                     | -                                                     | -                                                     | Weir                                                  | Weir                                                  | Weir                                                  | 470    |              |        | Barwon                   | Queensland New South Wales              |
| -       | 072     | -                                                     | -                                                     | -                                                     | Marra                                                 | Marra                                                 | Marra                                                 | 403    |              |        | Barwon                   | Queensland New South Wales              |
| -       | 090     | -                                                     | -                                                     | -                                                     | Bokhara                                               | Bokhara                                               | Bokhara                                               | 347    |              |        | Barwon                   | Queensland New South Wales              |
| *       | *       | -                                                     | -                                                     | Culgoa                                                | Culgoa                                                | Culgoa                                                | Culgoa                                                | 489    |              |        | Darling                  | Queensland New South Wales              |
| *       | *       | -                                                     | -                                                     | -                                                     | Balonne                                               | Balonne                                               | Balonne                                               | 479    |              |        | Culgoa                   | Queensland New South Wales              |
| -       | 054     | -                                                     | -                                                     | -                                                     | -                                                     | Maranoa                                               | Maranoa                                               | 519    | 20.039       |        | Balonne                  | Queensland New South Wales              |
| *       | *       | -                                                     | -                                                     | -                                                     | -                                                     | Condamine                                             | Condamine                                             | 657    |              |        | Balonne                  | Queensland New South Wales              |
| -       | 002     | -                                                     | Murrumbidgee                                          | Murrumbidgee                                          | Murrumbidgee                                          | Murrumbidgee                                          | Murrumbidgee                                          | 1.485  |              |        | Murray                   | New South Wales                         |
| -       | 003     | -                                                     | -                                                     | Lachlan                                               | Lachlan                                               | Lachlan                                               | Lachlan                                               | 1.440  |              |        | Murrumbidgee             | New South Wales                         |
| -       | 043     | -                                                     | -                                                     | -                                                     | Willandra                                             | Willandra                                             | Willandra                                             | 621    |              |        | Lachlan                  | New South Wales                         |
| -       | 077     | -                                                     | -                                                     | -                                                     | Merrowie                                              | Merrowie                                              | Merrowie                                              | 392    |              |        | Lachlan                  | New South Wales                         |
| -       | 080     | -                                                     | Edward                                                | Edward                                                | Edward                                                | Edward                                                | Edward                                                | 383    |              |        | Murray                   | New South Wales                         |
| -       | 046     | -                                                     | -                                                     | Billabong                                             | Billabong                                             | Billabong                                             | Billabong                                             | 596    |              |        | Murray                   | New South Wales                         |
| -       | 086     | -                                                     | Loddon                                                | Loddon                                                | Loddon                                                | Loddon                                                | Loddon                                                | 361    |              |        | Murray                   | Victoria                                |
| -       | 041     | -                                                     | Goulburn                                              | Goulburn                                              | Goulburn                                              | Goulburn                                              | Goulburn                                              | 654    |              |        | Murray                   | Victoria                                |
| 31      | 079     | Blackwood                                             | Blackwood                                             | Blackwood                                             | Blackwood                                             | Blackwood                                             | Blackwood                                             | 383    | 28.100       |        | Indische Oceaan          | West-Australië                          |
| -       | g/s     | Avon                                                  | Avon                                                  | Avon                                                  | Avon                                                  | Avon                                                  | Avon                                                  | 289,9  | 125.000      |        | Indische Oceaan          | West-Australië                          |
| 38      | 093     | Greenough                                             | Greenough                                             | Greenough                                             | Greenough                                             | Greenough                                             | Greenough                                             | 340    | 13.200       |        | Indische Oceaan          | West-Australië                          |
| 03      | 008     | Murchison                                             | Murchison                                             | Murchison                                             | Murchison                                             | Murchison                                             | Murchison                                             | 1.131  | 82.000       |        | Indische Oceaan          | West-Australië                          |
| 10      | 019     | Gascoyne                                              | Gascoyne                                              | Gascoyne                                              | Gascoyne                                              | Gascoyne                                              | Gascoyne                                              | 978    | 26.381       |        | Indische Oceaan          | West-Australië                          |
| -       | 050     | -                                                     | Lyons                                                 | Lyons                                                 | Lyons                                                 | Lyons                                                 | Lyons                                                 | 561    |              |        | Gascoyne                 | West-Australië                          |
| 13      | 024     | Ashburton                                             | Ashburton                                             | Ashburton                                             | Ashburton                                             | Ashburton                                             | Ashburton                                             | 825    | 66.850       |        | Indische Oceaan          | West-Australië                          |
| 07      | 012     | Fortescue                                             | Fortescue                                             | Fortescue                                             | Fortescue                                             | Fortescue                                             | Fortescue                                             | 1.030  | 49.759       |        | Indische Oceaan          | West-Australië                          |
| 22      | 048     | Riviersysteem De Grey-Oakover                         | Riviersysteem De Grey-Oakover                         | Riviersysteem De Grey-Oakover                         | Riviersysteem De Grey-Oakover                         | Riviersysteem De Grey-Oakover                         | Riviersysteem De Grey-Oakover                         | 580    | 56.720       |        | Indische Oceaan          | West-Australië                          |
| -       | *       | -                                                     | Oakover                                               | Oakover                                               | Oakover                                               | Oakover                                               | Oakover                                               | 398,2  | 16.383       |        | De Grey                  | West-Australië                          |
| -       | g/s     | -                                                     | Nullagine                                             | Nullagine                                             | Nullagine                                             | Nullagine                                             | Nullagine                                             | 296    |              |        | De Grey                  | West-Australië                          |
| 20      | 040     | Fitzroy                                               | Fitzroy                                               | Fitzroy                                               | Fitzroy                                               | Fitzroy                                               | Fitzroy                                               | 656    | 93.829       | 84,78  | Indische Oceaan          | West-Australië                          |
| -       | 074     | -                                                     | Margaret                                              | Margaret                                              | Margaret                                              | Margaret                                              | Margaret                                              | 399    |              |        | Fitzroy                  | West-Australië                          |
| -       | g/s     | -                                                     | Christmas                                             | Christmas                                             | Christmas                                             | Christmas                                             | Christmas                                             | 292    |              |        | Fitzroy                  | West-Australië                          |
| 25      | 065     | Drysdale                                              | Drysdale                                              | Drysdale                                              | Drysdale                                              | Drysdale                                              | Drysdale                                              | 437    |              |        | Indische Oceaan          | West-Australië                          |
| 21      | 045     | Ord                                                   | Ord                                                   | Ord                                                   | Ord                                                   | Ord                                                   | Ord                                                   | 650    | 46.100       |        | Timorzee                 | West-Australië                          |
| 15      | 027     | Victoria                                              | Victoria                                              | Victoria                                              | Victoria                                              | Victoria                                              | Victoria                                              | 560    | 87.900       |        | Timorzee                 | West-Australië                          |
| -       | 067     | -                                                     | Camfield                                              | Camfield                                              | Camfield                                              | Camfield                                              | Camfield                                              | 429    |              |        | Victoria                 | West-Australië                          |
| 34      | 089     | Daly                                                  | Daly                                                  | Daly                                                  | Daly                                                  | Daly                                                  | Daly                                                  | 351    |              |        | Timorzee                 | Noordelijk Territorium                  |
| -       | 099     | -                                                     | Katherine                                             | Katherine                                             | Katherine                                             | Katherine                                             | Katherine                                             | 328    |              |        | Daly                     | Noordelijk Territorium                  |
| 08      | 015     | Roper                                                 | Roper                                                 | Roper                                                 | Roper                                                 | Roper                                                 | Roper                                                 | 1.010  | 81.794       |        | Golf van Carpentaria     | Noordelijk Territorium                  |
| -       | 051     | -                                                     | Hodgson                                               | Hodgson                                               | Hodgson                                               | Hodgson                                               | Hodgson                                               | 556    |              |        | Roper                    | Noordelijk Territorium                  |
| -       | 055     | -                                                     | Wilton                                                | Wilton                                                | Wilton                                                | Wilton                                                | Wilton                                                | 512    |              |        | Roper                    | Noordelijk Territorium                  |
| -       | 084     | -                                                     | -                                                     | Mainoru                                               | Mainoru                                               | Mainoru                                               | Mainoru                                               | 372    |              |        | Wilton                   | Noordelijk Territorium                  |
| -       | 071     | -                                                     | Flying Fox                                            | Flying Fox                                            | Flying Fox                                            | Flying Fox                                            | Flying Fox                                            | 406    |              |        | Roper                    | Noordelijk Territorium                  |
| -       | 082     | -                                                     | Maiwok                                                | Maiwok                                                | Maiwok                                                | Maiwok                                                | Maiwok                                                | 380    |              |        | Roper                    | Noordelijk Territorium                  |
| 18      | 032     | Nicholson                                             | Nicholson                                             | Nicholson                                             | Nicholson                                             | Nicholson                                             | Nicholson                                             | 725    |              |        | Golf van Carpentaria     | Noordelijk Territorium Queensland       |
| -       | 104     | -                                                     | Gregory                                               | Gregory                                               | Gregory                                               | Gregory                                               | Gregory                                               | 321    |              |        | Nicholson                | Noordelijk Territorium Queensland       |
|         |         | Leichhardt                                            | Leichhardt                                            | Leichhardt                                            | Leichhardt                                            | Leichhardt                                            | Leichhardt                                            |        |              |        | Golf van Carpentaria     | Noordelijk Territorium Queensland       |
| 09      | 016     | Flinders                                              | Flinders                                              | Flinders                                              | Flinders                                              | Flinders                                              | Flinders                                              | 1.004  | 109.000      |        | Golf van Carpentaria     | Queensland                              |
| -       | 013     | -                                                     | Saxby                                                 | Saxby                                                 | Saxby                                                 | Saxby                                                 | Saxby                                                 | 1.030  |              |        | Flinders                 | Queensland                              |
| -       | 017     | -                                                     | Cloncurry                                             | Cloncurry                                             | Cloncurry                                             | Cloncurry                                             | Cloncurry                                             | 994    |              |        | Flinders                 | Queensland                              |
| -       | 005     | -                                                     | -                                                     | Gilliat                                               | Gilliat                                               | Gilliat                                               | Gilliat                                               | 1.370  |              |        | Cloncurry                | Queensland                              |
| -       | 014     | -                                                     | -                                                     | -                                                     | McKinlay                                              | McKinlay                                              | McKinlay                                              | 1.020  |              |        | Gilliat                  | Queensland                              |
| -       | 033     | -                                                     | -                                                     | -                                                     | Gidya                                                 | Gidya                                                 | Gidya                                                 | 720    |              |        | Gilliat                  | Queensland                              |
| -       | 036     | -                                                     | -                                                     | -                                                     | Eastern                                               | Eastern                                               | Eastern                                               | 689    |              |        | Gilliat                  | Queensland                              |
| -       | 042     | -                                                     | -                                                     | -                                                     | Fullarton                                             | Fullarton                                             | Fullarton                                             | 623    |              |        | Gilliat                  | Queensland                              |
| -       | 047     | -                                                     | -                                                     | -                                                     | Williams                                              | Williams                                              | Williams                                              | 589    |              |        | Gilliat                  | Queensland                              |
| -       | 034     | -                                                     | Alice                                                 | Alice                                                 | Alice                                                 | Alice                                                 | Alice                                                 | 694    |              |        | Flinders                 | Queensland                              |
| -       | 085     | -                                                     | Walker                                                | Walker                                                | Walker                                                | Walker                                                | Walker                                                | 362    |              |        | Flinders                 | Queensland                              |
| -       | g/s     | -                                                     | Hazlewood                                             | Hazlewood                                             | Hazlewood                                             | Hazlewood                                             | Hazlewood                                             | 297    |              |        | Flinders                 | Queensland                              |
| 19      | 037     | Norman                                                | Norman                                                | Norman                                                | Norman                                                | Norman                                                | Norman                                                | 679    | 48.950       |        | Golf van Carpentaria     | Queensland                              |
| -       | 078     | -                                                     | Clara                                                 | Clara                                                 | Clara                                                 | Clara                                                 | Clara                                                 | 385    |              |        | Norman                   | Queensland                              |
| -       | 095     | -                                                     | Yappar                                                | Yappar                                                | Yappar                                                | Yappar                                                | Yappar                                                | 340    |              |        | Norman                   | Queensland                              |
| 32      | 081     | Staaten                                               | Staaten                                               | Staaten                                               | Staaten                                               | Staaten                                               | Staaten                                               | 383    |              |        | Golf van Carpentaria     | Queensland                              |
| 11      | 021     | Gilbert                                               | Gilbert                                               | Gilbert                                               | Gilbert                                               | Gilbert                                               | Gilbert                                               | 887    | 46.810       | 29,8   | Golf van Carpentaria     | Queensland                              |
| -       | 044     | -                                                     | Einasleigh                                            | Einasleigh                                            | Einasleigh                                            | Einasleigh                                            | Einasleigh                                            | 618    |              |        | Gilbert                  | Queensland                              |
| 16      | 030     | Mitchell                                              | Mitchell                                              | Mitchell                                              | Mitchell                                              | Mitchell                                              | Mitchell                                              | 734    | 46.810       | 29,8   | Golf van Carpentaria     | Queensland                              |
| -       | 097     | -                                                     | Alice                                                 | Alice                                                 | Alice                                                 | Alice                                                 | Alice                                                 | 332    |              |        | Mitchell                 | Queensland                              |
| -       | 100     | -                                                     | Palmer                                                | Palmer                                                | Palmer                                                | Palmer                                                | Palmer                                                | 327    |              |        | Mitchell                 | Queensland                              |
| -       | 101     | -                                                     | Walsh                                                 | Walsh                                                 | Walsh                                                 | Walsh                                                 | Walsh                                                 | 327    |              |        | Mitchell                 | Queensland                              |
| -       | 102     | -                                                     | Lynd                                                  | Lynd                                                  | Lynd                                                  | Lynd                                                  | Lynd                                                  | 327    |              |        | Mitchell                 | Queensland                              |
| 41      | 106     | Coleman                                               | Coleman                                               | Coleman                                               | Coleman                                               | Coleman                                               | Coleman                                               | 300    |              |        | Golf van Carpentaria     | Queensland                              |
| 06      | 011     | Finke                                                 | Finke                                                 | Finke                                                 | Finke                                                 | Finke                                                 | Finke                                                 | 1.100  |              |        | Simpsonwoestijn          | Noordelijk Territorium                  |
| -       | 075     | -                                                     | Hugh                                                  | Hugh                                                  | Hugh                                                  | Hugh                                                  | Hugh                                                  | 397    |              |        | Finke                    | Noordelijk Territorium                  |
| 27      | 068     | Hale                                                  | Hale                                                  | Hale                                                  | Hale                                                  | Hale                                                  | Hale                                                  | 424    |              |        | Simpsonwoestijn          | Noordelijk Territorium                  |
| -       | 094     | -                                                     | Todd                                                  | Todd                                                  | Todd                                                  | Todd                                                  | Todd                                                  | 340    |              |        | Hale                     | Noordelijk Territorium                  |
| 17      | 031     | Hay                                                   | Hay                                                   | Hay                                                   | Hay                                                   | Hay                                                   | Hay                                                   | 728    |              |        | Simpsonwoestijn          | Noordelijk Territorium                  |
| 37      | 092     | Plenty                                                | Plenty                                                | Plenty                                                | Plenty                                                | Plenty                                                | Plenty                                                | 340    |              |        | Simpsonwoestijn          | Noordelijk Territorium                  |
| 14      | 025     | Neales (Nappamurra)                                   | Neales (Nappamurra)                                   | Neales (Nappamurra)                                   | Neales (Nappamurra)                                   | Neales (Nappamurra)                                   | Neales (Nappamurra)                                   | 803    |              |        | Eyremeer                 | Zuid-Australië                          |
| 02      | 006     | Macumba                                               | Macumba                                               | Macumba                                               | Macumba                                               | Macumba                                               | Macumba                                               | 1.360  |              |        | Eyremeer                 | Zuid-Australië                          |
| -       | 035     | -                                                     | Alberga                                               | Alberga                                               | Alberga                                               | Alberga                                               | Alberga                                               | 690    |              |        | Macumba                  | Zuid-Australië                          |
| -       | 056     | -                                                     | Stevenson                                             | Stevenson                                             | Stevenson                                             | Stevenson                                             | Stevenson                                             | 496    |              |        | Macumba                  | Zuid-Australië                          |
| -       | 098     | -                                                     | -                                                     | Hamilton                                              | Hamilton                                              | Hamilton                                              | Hamilton                                              | 331    |              |        | Stevenson                | Zuid-Australië                          |
| 28      | 070     | Warburton                                             | Warburton                                             | Warburton                                             | Warburton                                             | Warburton                                             | Warburton                                             | 412    |              |        | Eyremeer                 | Zuid-Australië                          |
| -       | g/s     | -                                                     | Eyre                                                  | Eyre                                                  | Eyre                                                  | Eyre                                                  | Eyre                                                  | 274    |              |        | Warburton                | Zuid-Australië                          |
| 04      | 009     | Georgina                                              | Georgina                                              | Georgina                                              | Georgina                                              | Georgina                                              | Georgina                                              | 1.130  | 232.000      | 22     |                          | Noordelijk Territorium Queensland       |
| -       | g/s     | -                                                     | Hamilton                                              | Hamilton                                              | Hamilton                                              | Hamilton                                              | Hamilton                                              | 293    |              |        | Georgina                 | Queensland                              |
| -       | 087     | -                                                     | Sandover                                              | Sandover                                              | Sandover                                              | Sandover                                              | Sandover                                              | 354    |              |        | Georgina                 | Queensland                              |
| -       | 038     | -                                                     | Burke                                                 | Burke                                                 | Burke                                                 | Burke                                                 | Burke                                                 | 665    |              |        | Georgina                 | Queensland                              |
| -       | 083     | -                                                     | Ranken                                                | Ranken                                                | Ranken                                                | Ranken                                                | Ranken                                                | 378    |              |        | Georgina                 | Noordelijk Territorium                  |
| 05      | 010     | Cooper Creek                                          | Cooper Creek                                          | Cooper Creek                                          | Cooper Creek                                          | Cooper Creek                                          | Cooper Creek                                          | 1.113  |              |        | Eyremeer                 | Zuid-Australië Queensland               |
| -       |         | -                                                     | Thomson                                               | Thomson                                               | Thomson                                               | Thomson                                               | Thomson                                               | 350    |              |        | Cooper Creek             | Noordelijk Territorium                  |
| -       | 049     | -                                                     | Barcoo                                                | Barcoo                                                | Barcoo                                                | Barcoo                                                | Barcoo                                                | 570    |              |        | Cooper Creek             | Noordelijk Territorium                  |